# 呐音管

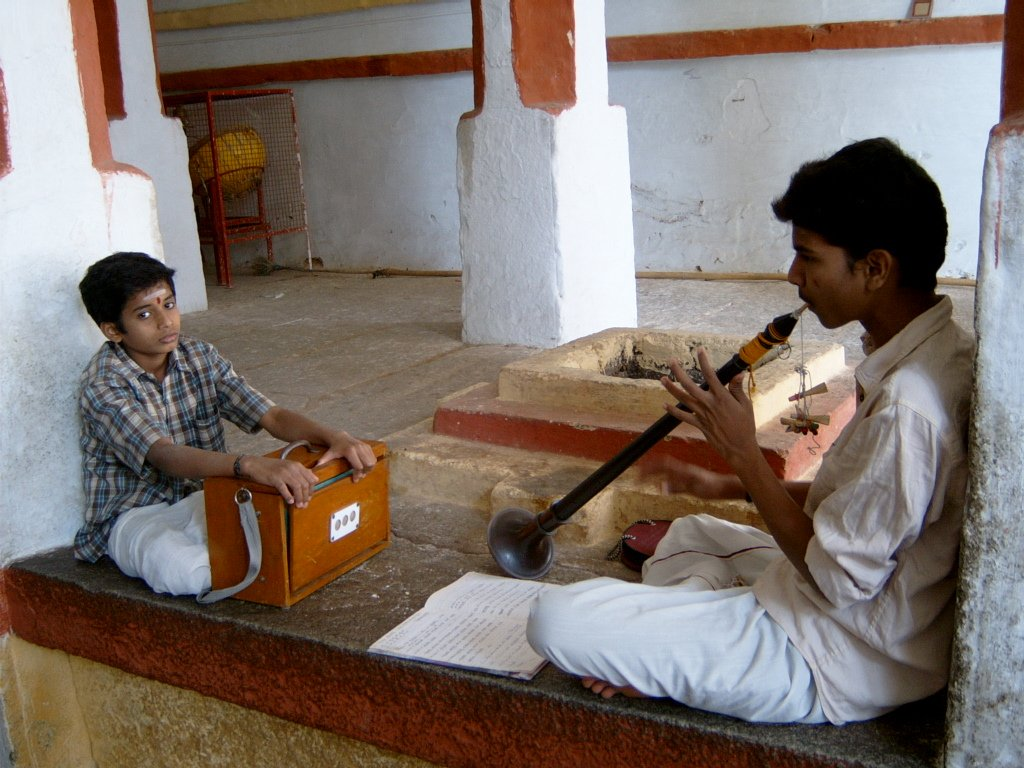
班加罗尔少年吹奏呐音管

呐音管是流行于印度南部的一种双簧木管乐器，在卡纳提克音乐中占有重要地位。呐音管的名字由梵语的（意思是“呐喊”）和（意思是“声音”）构成。
印度南部还有一种穆克维纳管与之类似，但管身较短，主要用于民间音乐。